# 多重线性代数
在数学中，多重线性代数推广了线性代数的方法。和线性代数一样也是建立在向量的概念上，发展了向量空间的理论。在应用上，出现了许多类型的张量。该理论全面囊括了一系列空间以及它们之间的关系。

## 多重线性代数方式的历史背景
这个学科本身有许多不同的起源可以追溯到十九世纪的数学，但是称之为张量分析，或张量计算或张量场。张量在微分几何、广义相对论以及许多应用数学分支中的应用发展起来。大约在20世纪中叶，张量的研究转向抽象。布尔巴基学派的专著《多重线性代数》特别流行；事实上，也许“多重线性代数”便是由此发明的。
原因之一是当时在同调代数这个新领域的应用。20世纪40年代代数拓扑的发展给纯代数方式处理张量积注入了新的活力。两个空间的积同调群的计算涉及到张量积；但是只在最简单的情形，比如环面是直接算出来的（参见万有系数定理）。细微的拓扑现象要求一种更好的概念；从技术上说，需要定义Tor函子。
该材料组织得很广泛，包括追溯到赫尔曼·格拉斯曼的想法，从微分形式理论导致了德拉姆上同调中的想法，以及一些更初等的想法比如楔积（推广了叉积）。
布尔巴基将结论以相当苛刻的方式，完全拒绝向量分析中一种处理方式（四元数方法，即，在一般情形，和李群的关系）。他们转而应用一种利用范畴论的新方式，从李群处理方式的观点来看是一种独立的方法。由于这导致了一种更清晰的处理方式，它们可能在纯数学术语中没有对应物。（严格地说，涉及到泛性质方式；这似乎比范畴论更一般，而这两个交替方式的关系也在同一时间被理清了。）
事实上他们所做的是准确的解释了“张量空间”是将多重线性问题简化为线性问题的建构。这种纯代数挑战没有提供几何直观。
将问题重新表述成多重线性代数术语是有好处的，这里有清楚的和良定义的“最好解”：解的限制恰好是你事实上所需要的。一般没有必要引入任何特殊的构造，几何概念或依赖于坐标系。在范畴理论术语中，一切都是完全自然的。

## 抽象方法的总结
原则上抽象方法可以重新获得通过古典方法得到的一切。在实践中可能并不简单。另一方面，“自然”这一概念和广义相对论中的广义协变性原理一致。后者处理张量场（流形上逐点变化的张量），但是协变性断言张量语言对广义相对论的恰当表述是不可缺少的。
几十年以后，来自范畴论中相当抽象观点与20世纪30年代赫尔曼·外尔（在他有名的和非常难的著作《经典群》）发展的方法密切相关。在某种方式上，这使理论成为一个圆圈，再次连接了新旧两种观点。

## 多重线性代数议题
本文中所涉及到的题材远少于当前的发展，下面是与之密切相关的一些条目：
- 对偶空间
- 双线性算子
- 内积
- 多重线性映射
- 行列式
- 克莱姆法则
- 张量的内蕴定义
- 克罗内克函数
- 张量缩并
- 混合型张量
- 列维-奇维塔符号
- 张量代数，自由代数
- 对称代数，对称幂
- 外代数
- 外导数
- 爱因斯坦记号
- 对称张量
- 度量张量

更多参见：张量理论术语

## 从应用观点看
多重线性代数以多种不同的形态出现在应用中：
- 张量的古典处理方法
- 并矢张量
- 狄拉克符号
- 几何代数
- 克里福代數
- 伪纯量
- 伪向量
- 旋量
- 外积
- 超复数